# 萊爾 (肯塔基州加拉廷縣)
萊爾（英語：Ryle）是位於美國肯塔基州加拉廷縣的一個非建制地區。

## 地理
萊爾所處的海拔為高於海平面187米（即614英呎），而該地所採用的時區為UTC-5，即北美東部時區（EST）。同時該地設有夏令時間，為UTC-5調快一小時，即UTC-4（EDT）。